# Ма Юй
Ма Юй (馬鈺, 1123 — 1183) — государственный служащий и врач времен Цзинь.

## Биография
Родился на территории современной провинции Шэньси. Происходил из влиятельной семьи. В период 1153-1156 лет успешно сдал императорский экзамен и получил высшую ученую степень цзиньши. В 1167 году познакомился с известным даосом Ван Чунъяном, предложив как место его проповедей и бесед собственное имение. В 1168 год  под влиянием даосизма отказался от должности и оставил семью. С этого момента долгое время бродил вместе с Чуньяном по северному Китаю. В 1169 году переезжает в Кайфену, а после смерти Чунъяна в 1170 году возглавил дамскую школу Цянчжен. С этого момента вёл жизнь странствующего проповедника, занимая распространение даосских верований. В 1182 году возвращается в дом. Умирает в 1183 году в г. Лоян.

## Медицина
Ма Юй очень любил медицину, особенно был силен в акупунктуре и вливаниях. Встретив больного, охотно брался за лечение, добиваясь удивительных результатов. Вылечил множество людей, пользовался большой популярностью в народе.
Выделил 12 наиболее эффективных, по его мнению, точек — Цзу-сань-ли E. 36, Нэй-тин E. 44, Цюй-чи GI.11, Хэ-гу GI.4, Вэй-чжун V. 40, Чэн-шань V. 57, Тай-чун F. 3, Кунь-лунь V. 60, Хуань-тяо VB.30, Ян-лин-цюань VB.34, Тун-ли C. 5, Ле-Цюэ P. 7. Впоследствии, в XIV веке, была написана «Песня о лечении различных болезней с помощью двенадцати точек Ма Даньян», которая теперь относится к песням, которые врачи должны заучить наизусть.